# Водяная жаба
Водяная жаба (Pseudobufo subasper) — вид земноводных из многочисленного семейства жабы, единственный представитель рода водяных жаб.

#### Описание
Длина тела до 15 см. Внешне очень напоминает типичных жаб, но у неё есть отличие — развитые плавательные перепонки между пальцами задних лап. Кожа покрыта многочисленными маленькими бугорками и бородавками. Окраска спины тёмно-коричневая или чёрная. Брюхо гораздо светлее.

#### Распространение
Обитает на Малайском полуострове, островах Суматра и Калимантан (Индонезия).

#### Образ жизни и питание
Любит тропические и субтропические торфяные болота. Ведёт преимущественно водный образ жизни. Прекрасно плавает и ныряет. Питается водными беспозвоночными и мелкой рыбой.
Самка откладывает яйца, прикрепляя их к водорослям. Развитие личинок происходит в воде.